# شرکت مهندسی راه‌آهن چین
شرکت مهندسی راه‌آهن چین (به چینی: 中国铁路工程总公司) شرکت دولتی ساخت‌وساز چینی است، که در زمینه مهندسی، طراحی، معماری و ساخت املاک و مستغلات، زیرساخت‌های ترابری ریلی، تونل، پل و زیرساخت‌های شهری فعالیت می‌کند.
شرکت مهندسی راه‌آهن چین در سال ۱۹۵۰ توسط دولت چین تأسیس شد و از سال ۲۰۱۲ تاکنون به‌عنوان بزرگترین شرکت ساخت‌وساز جهان بر پایه میزان درآمد سالیانه به‌شمار می‌آید.
دفتر مرکزی این شرکت در شهر پکن قرار دارد و بخشی از سهام آن در بازارهای بورس اوراق بهادار هنگ کنگ، بورس تایوان و بورس شانگهای معامله می‌شود. شرکت مهندسی راه‌آهن چین در سال ۲۰۱۲ در فهرست فورچون جهانی ۵۰۰ در رتبه ۱۱۲ از بزرگترین شرکت‌های جهان قرار گرفت.